# Hal Singer
Harold Joseph Singer (Tulsa, 8 de octubre de 1919 - 18 de agosto de 2020), también conocido como Hal "Cornbread" Singer, fue un líder de banda y saxofonista de R&B y jazz estadounidense. Era el último hombre sobreviviente de la masacre de Tulsa.

## Primeros años
Nació en Tulsa, el distrito afroamericano de Oklahoma, Greenwood. Fue un sobreviviente de la masacre de Tulsa (también llamada el disturbio de Tulsa, Masacre Greenwood, o la Masacre de Wall Street Negra), la cual tuvo lugar el 31 de mayo y 1 de junio de 1921. Singer creció en Greenwood donde estudió el violín de niño, pero como adolescente cambió al clarinete y luego al saxofón de tenor, el cual llegó a ser su instrumento preferido.

## Carrera
Desde fines de los años 30, Singer empezó a tocar en bandas locales, incluyendo la de Ernie Fields, antes de unirse a la orquesta de Jay McShann en 1943 y luego se trasladó a Nueva York. Después de trabajar en otras bandas, se unió a la banda de Oran "Hot Lips" Page en 1947 y empezó a trabajar como músico de sesión con King Records.
A inicios de 1948, dejó a Page y formó su propio pequeño grupo, y estuvo asociado a Mercury Records donde grabó su primer single "Fine As Wine" con un lado B "Rock Around the Clock" (no el mismo título famoso de Bill Haley), coescrito con Sam Theard. Para Savoy Records de Newark, Nueva Jersey, grabó el instrumental "Corn Bread", el cual fue número 1 en los archivos de R&B en septiembre de 1948 y le dio a Singer una nueva popularidad y apodo. Seguido al año siguiente con "Beef Stew", que fue un hit menor.
A inicios y mediados de los años 50, grabó con Mercury, compartiendo con artistas R&B como The Orioles y Charles Brown e incrementó su trabajo como músico de sesión. En 1958, comenzó a grabar con Prestige Records como solista de jazz y actuando en el Metropole Cafe en Nueva York con músicos de jazz principales como Roy Eldridge y Coleman Hawkins.
En 1965, después de visitar Europa con la banda de Earl "Fatha" Hines, el cantante se quedó en Francia para establecerse cerca de París. Continuó grabando y también viajó extensamente alrededor de Europa y África, actuando con varias bandas incluyendo Charlie Watts y la Orquesta de Duke Ellington.

### Más tarde
El cantante apareció en la grabación en vivo de 1981 Cohete 88 con la banda boogie-woogie ubicada en Reino Unido Cohete 88. También en el verano de 1981, Singer visitó Londres, donde grabó dos álbumes para los estudios de John Stedman, JSP. El primer álbum, Swing on it (JSP 1028), fue grabado con músicos británicos, incluyendo a Jim Mullen, Peter King, Mike Carr y Harold Smith, mientras el segundo, grabado un día más tarde con el mismo grupo, también incluyó a Jimmy Whiterspoon ("Big Blues", JSP 1032).
Singer compartió su retiro como artista en una grabación hecha en 1989, junto con Al Copley, "Royal Blue", liberado en los estudios Black Top en 1990.

### Actuación
Apareció como actor en el galardonado largometraje de 1990 Taxi Blues.

## Honores, premios, distinciones
El álbum de 1969 de Singer, Paris Soul Food, presentándolo en el saxofón y voz; a Robin Hemingway, voz, correcciones y producción de álbum; y Manu Dibango, saxofón, órgano y correcciones ganaron un premio de la Academia Francesa de Grabaciones por mejor LP internacional.
En 1974, fue a una visita del Departamento de Estado de África con Horacio Parlan. Singer fue premiado con el prestigioso título de "Chevalier des Artes" por el gobierno francés.

## Legado
Una película documental, Hal Singer, Keep the Music Going, fue realizada por el director haitiano-estadounidense Guetty Felin en 1999. Fue hecha en colaboración con el CNC en Francia y la red de música en cable francesa Muzzik. El documental se realizó en la forma narrativa de películas super-8, tratando sobre la vida personal de Singer, imágenes de archivos de la era de jazz, e imágenes de la casa del músico en París, en concierto y enseñando jazz a la generación más joven de músicos en Francia. La poetisa de género narrado Jessica Care Moore es presentada en un dúo con Singer.

## Vida personal
El cantante llegó a ser un centenario el 8 de octubre de 2019. Falleció el 18 de agosto de 2020.

## Discografía
- 1948 "Fine As Wine" & "Rock Around the Clock"(Mercury)
- 1948 "Cornbread" como líder
- 1949 "Beef Steaw" como líder
- 1959 Blue Stompin' - Hal Singer y el Quinteto de Charlie Shavers (Prestige)
- 1960 Blues por Lonnie Johnson - Quinteto de Lonnie Johnson (Bluesville)
- 1963 Blues in the Night - como líder (Fidelio)
- 1968 A Funky Day in Paris - Johnny Letman (Black & Blue)
- 1968 Milt y Hal - Milt Buckner (Black & Blue)
- 1969 Paris Soul Food - como líder (Polydor)
- 1969 Kidney Stew is Fine − Eddie "Cleanhead" Vinson (Delmark)
- 1971 Blues y News - como líder (Marge)
- 1973 Grey's Mod - Al Grey (Black & Blue)
- 1975 Soul of Africa - como lider (Le Cántico du Monde)
- 1977 Le Grand Voyage / The Long Trip - como líder (Pastoral)
- 1981 Rocket 88 - Rocket 88
- 1981 Swing on it - como líder (JSP)
- 1990 Royal Blue - como colíder con Al Copley - (Black Top)
- 2010 Challenge - como colider con David Murray - (Marge)